# 아니메 엑스포
아니메 엑스포(Anime Expo, 약칭 AX)는 캘리포니아주 로스앤젤레스에서 개최하는 미국의 애니메이션 컨벤션이다. 비영리 단체 SPJA가 운영한다. 1992년 7월 31일 처음 개막에 매년 7월 첫째 주에 4일간에 걸쳐 진행된다. 보통 로스앤젤레스 컨벤션 센터에서 열리며 그 외 애너하임, 산호세, 뉴욕시, 도쿄같은 다른 도시에서도 개최됐다.

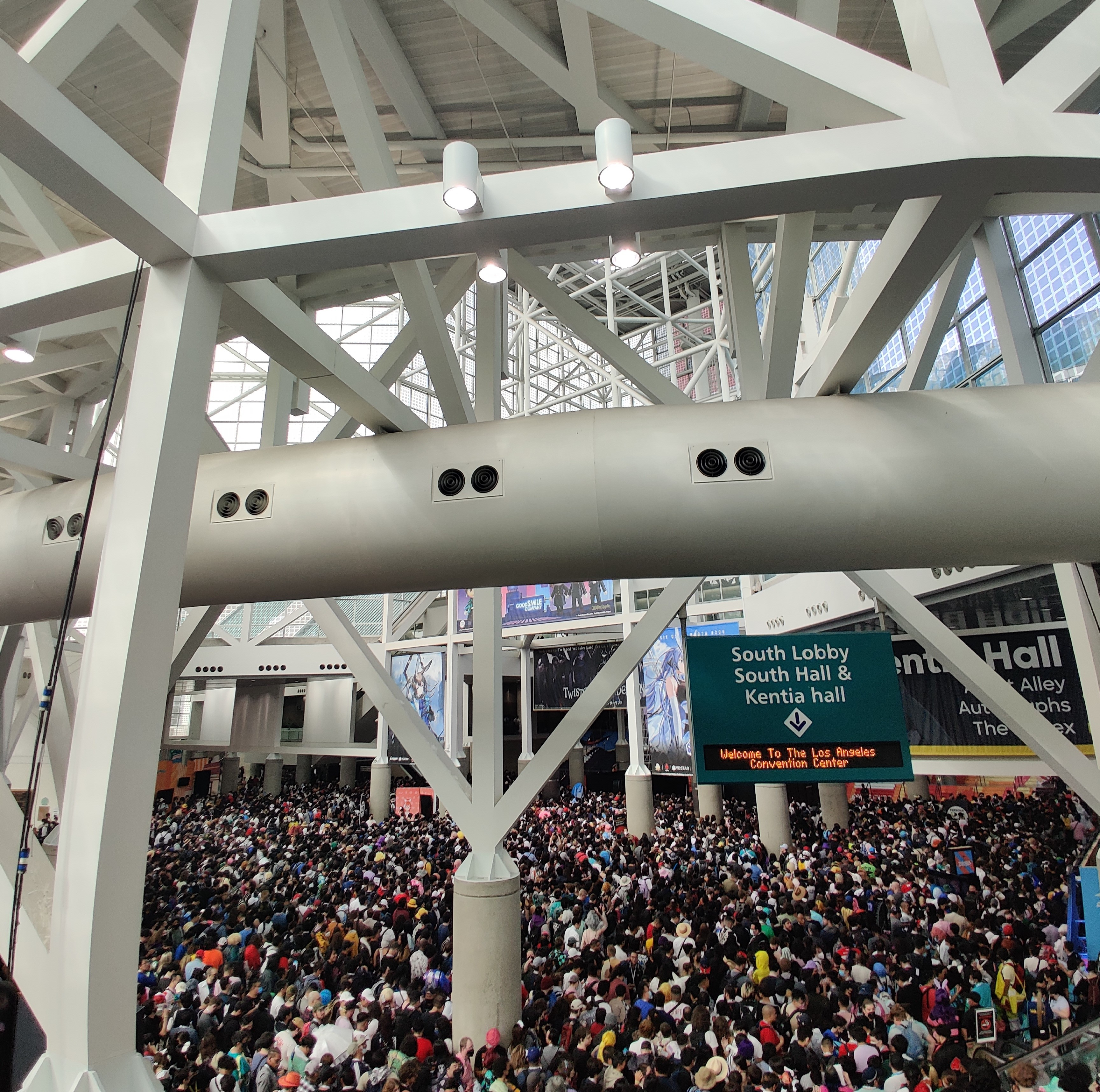
AX 2022 참가자들

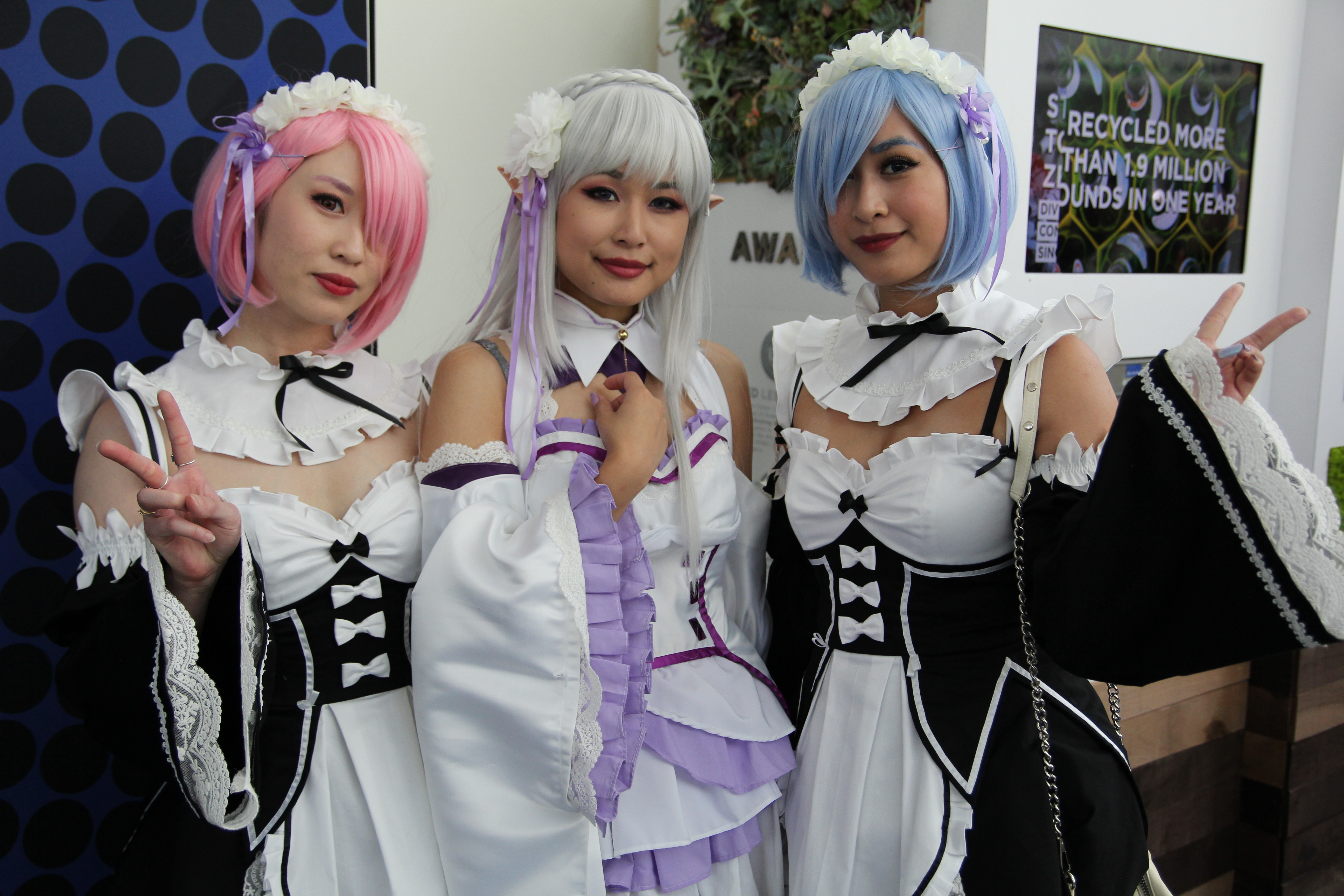
AX 2018의 《Re:제로》 코스플레이어

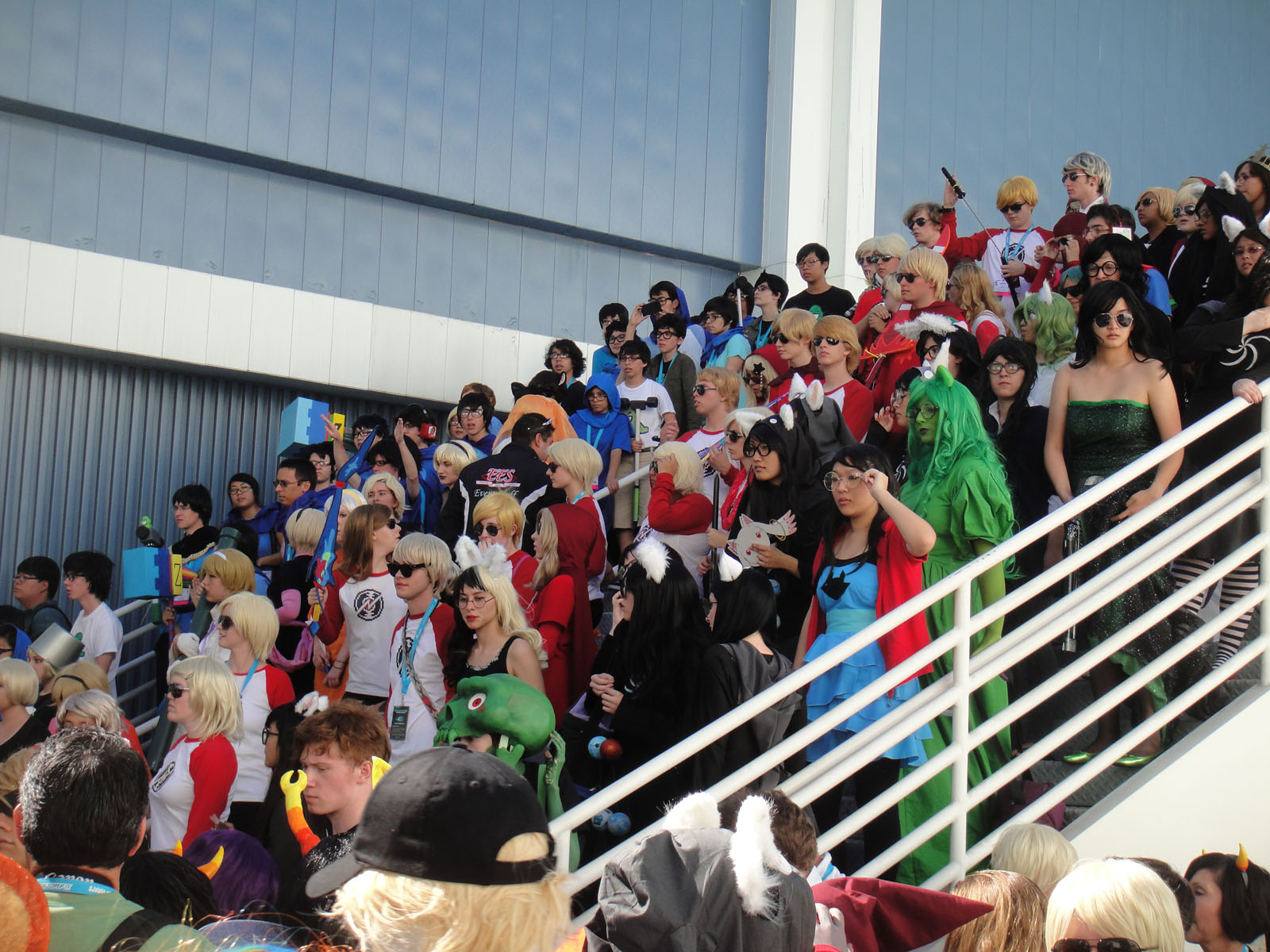
AX 2012의 《홈스턱》 번개

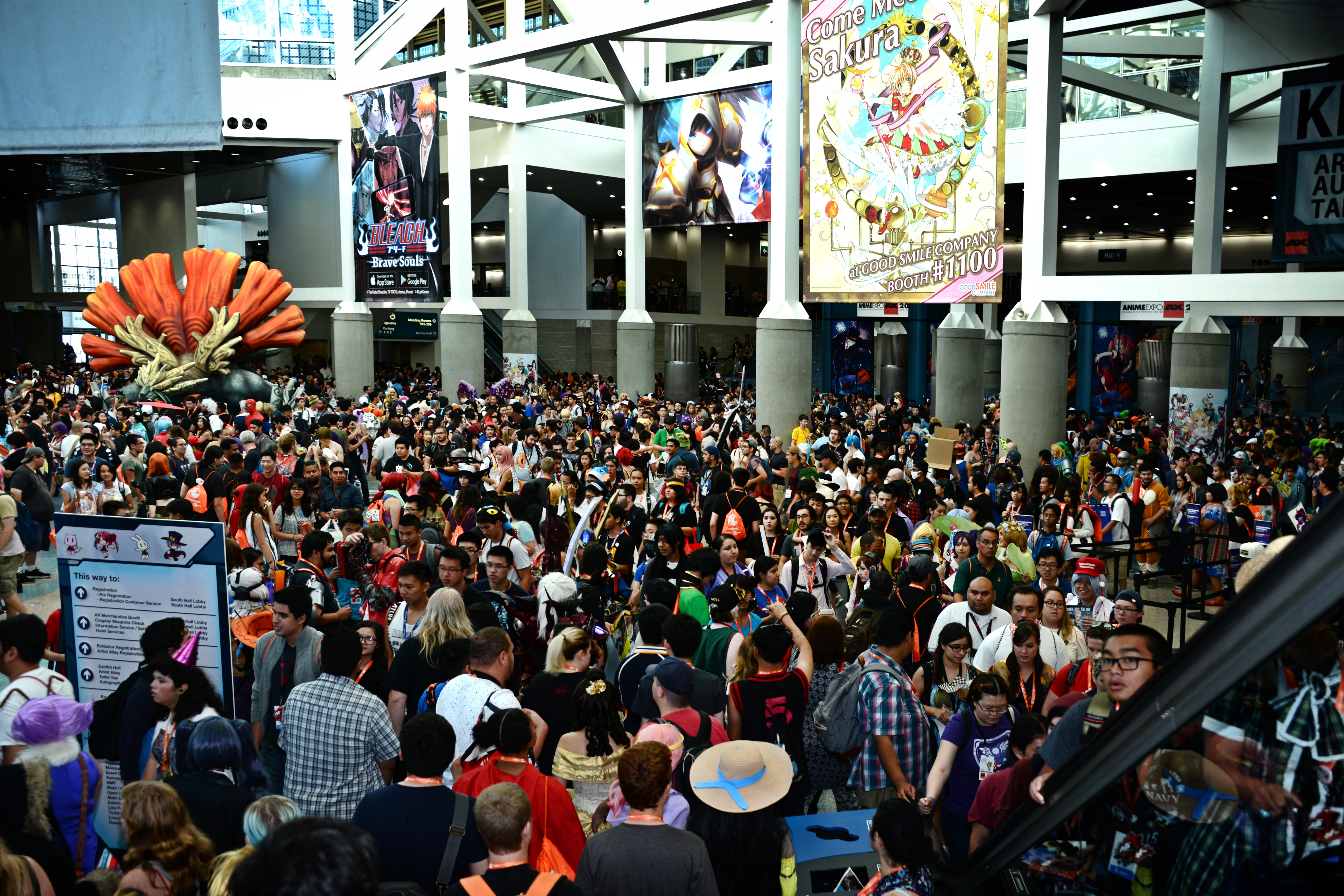
AX 2016 중 LA 컨벤션 센터 남쪽 홀에 집합한 참가자들

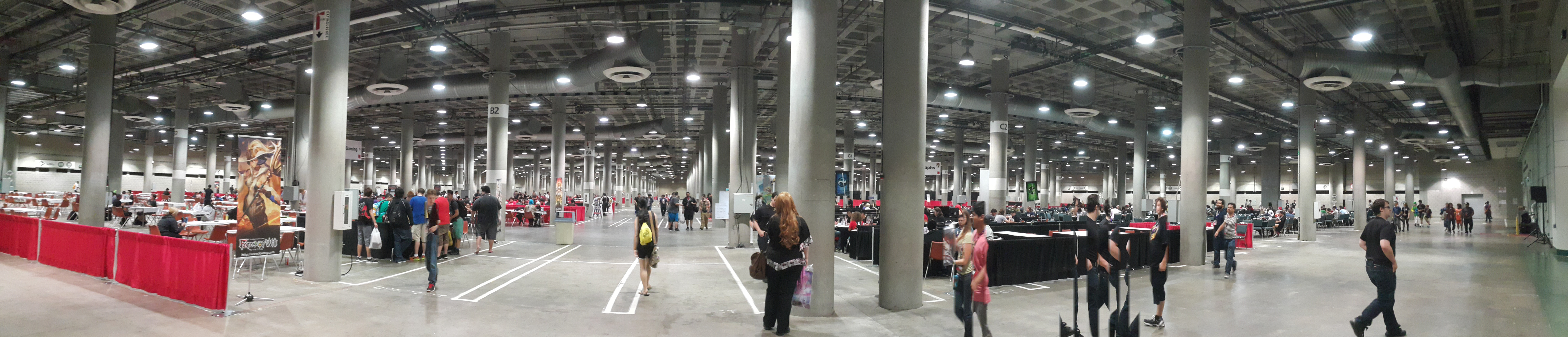
AX 2015 군중

## 행사
아니메 엑스포에서는 입장자들이 게스트 패널, 테이블탑 게이밍, 대회, 아케이드, 공연 등에 참여할 수 있다.

## 참조

### 주해
1. ↑  Society for the Promotion of Japanese Animation

## 같이 보기
- 코미푸로
- 코믹마켓
- 코믹월드
- 인도네시아 코믹 콘